# Třetí válka o Náhorní Karabach
Třetí válka o Náhorní Karabach (19.–20. září 2023) bylo jednodenní vojenské střetnutí mezi Ázerbájdžánem a samozvaným separatistickým státem Arcach, který v té době de-fakto ovládal většinu území Náhorního Karabachu. Konflikt skončil naprostou porážkou a zánikem státu Arcach a ovládnutím území Náhorního Karabachu Ázerbájdžánem. Téměř všichni arménští obyvatelé následně oblast opustili a uprchli do sousední Arménie. Samotná Arménie se do konfliktu nezapojila.

## Průběh

### 19. září

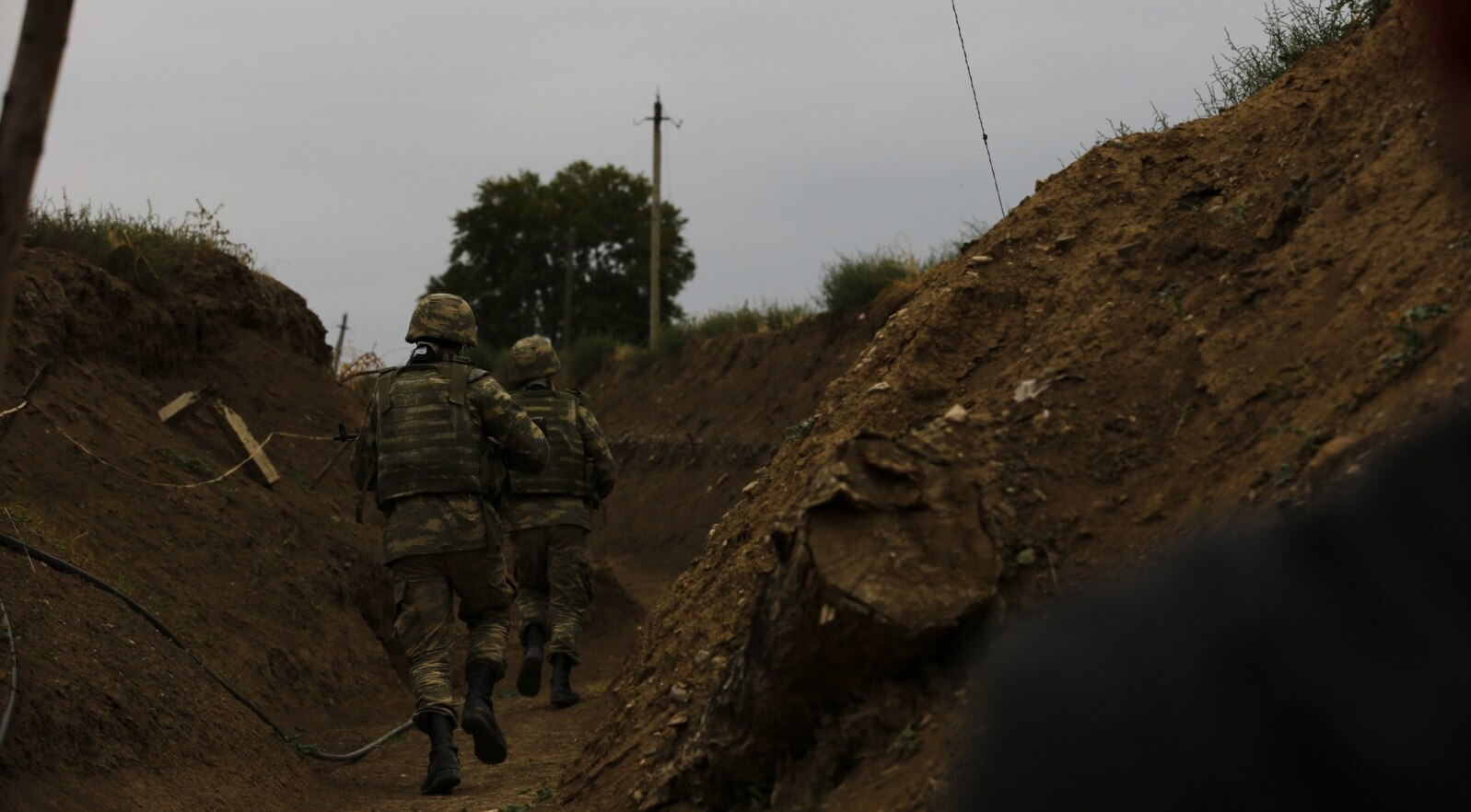
Ázerbájdžánští vojáci bojující v zákopech

Dne 19. září 2023 vydalo ázerbájdžánské ministerstvo obrany prohlášení, v němž tvrdí, že ázerbájdžánské ozbrojené síly byly ostřelovány arménskými silami, což vedlo ke zvýšení napětí v oblasti Náhorního Karabachu. V prohlášení následovala informace, že došlo k opevnění bojových pozic, zvýšení mobilizace jednotek a rozšíření průzkumných aktivit. Prohlášení obvinilo Arménii, že téhož dne zabila dva civilisty, u nichž explodovalo vozidlo s připevněnou minou, které v reakci na to zahájilo „místní protiteroristické aktivity“ požadující odzbrojení a stažení všech etnických arménských vojáků, jakož i bezpodmínečnou kapitulaci a zrušení Republiky Arcach. Prohlášení končilo sdělením, že o probíhajících aktivitách byl informován ruský mírový kontingent a turecko-ruské monitorovací centrum, což však Rusko popřelo a dodalo, že jeho mírové jednotky byly o záležitosti informovány pouze „několik minut“ před jejím zahájením.
Ázerbájdžán tvrdil, že na žádné civilní pozice nebylo útočeno zbraněmi, ale bylo jasné, že údery byly vedeny v těsné blízkosti velkých měst a hustě obydlených oblastí. K útokům došlo uprostřed eskalující krize způsobené ázerbájdžánskou vládou, která fakticky blokovala Republiku Arcach. Tato blokáda měla za následek značný nedostatek základních zásob, jako jsou potraviny, léky a další zboží v postiženém regionu. Ázerbájdžán uvedl, že zřídil „humanitární koridory a přijímací místa na Lačinské silnici a v dalších směrech“, které „zajistí evakuaci obyvatelstva z nebezpečné oblasti“. Tato oznámení byla šířena prostřednictvím SMS, letáků a sociálních médií a vyvolala mezi obyvateli obavy z etnických čistek. Arcašské úřady varovaly své obyvatele, že „ázerbájdžánská propagandistická mašinérie používá rozsáhlá informační a psychologická opatření k ovlivňování“.
Vedení Náhorního Karabachu nabídlo Ázerbájdžánu jednání poté, co zahájil vojenskou ofenzívu. „Karabašská strana vyzývá ázerbájdžánskou stranu, aby okamžitě zastavila nepřátelské akce a zasedla k jednacímu stolu s cílem urovnat situaci,“ uvádí se v prohlášení vydaném pozdě odpoledne. Kancelář ázerbájdžánského prezidenta Ilhama Alijeva v reakci uvedla, že je připravena setkat se s karabašskými představiteli v ázerbájdžánském městě Jevlach. Zároveň zdůraznila, že ázerbájdžánská ofenzíva bude pokračovat, pokud karabašští Arméni nerozpustí své vládní orgány a ozbrojené síly.
Arcašské úřady uvedly, že faktické hlavní město státu Stěpanakert a další města jsou „pod silným ostřelováním“, a obvinily Ázerbájdžán z pokusu o etnické čistky. Arcašský ombudsman pro lidská práva Gegham Stepanyan uvedl, že byli zabiti dva civilisté, včetně jednoho dítěte, a 11 dalších bylo zraněno, z toho osm dětí. Do konce dne Arcach oznámil, že zahynulo 27 lidí a více než 200 jich bylo zraněno.
Arcašské úřady oznámily, že evakuovaly více než 7 000 lidí z 16 venkovských osad, zatímco ruské mírové jednotky evakuovaly 500 dalších osob. Mluvčí ruského ministerstva zahraničních věcí Marija Zacharovová oznámila, že ruské potraviny a léky dorazily do Arcašské oblasti cestou přes Lačin a Agdam.

### 20. září

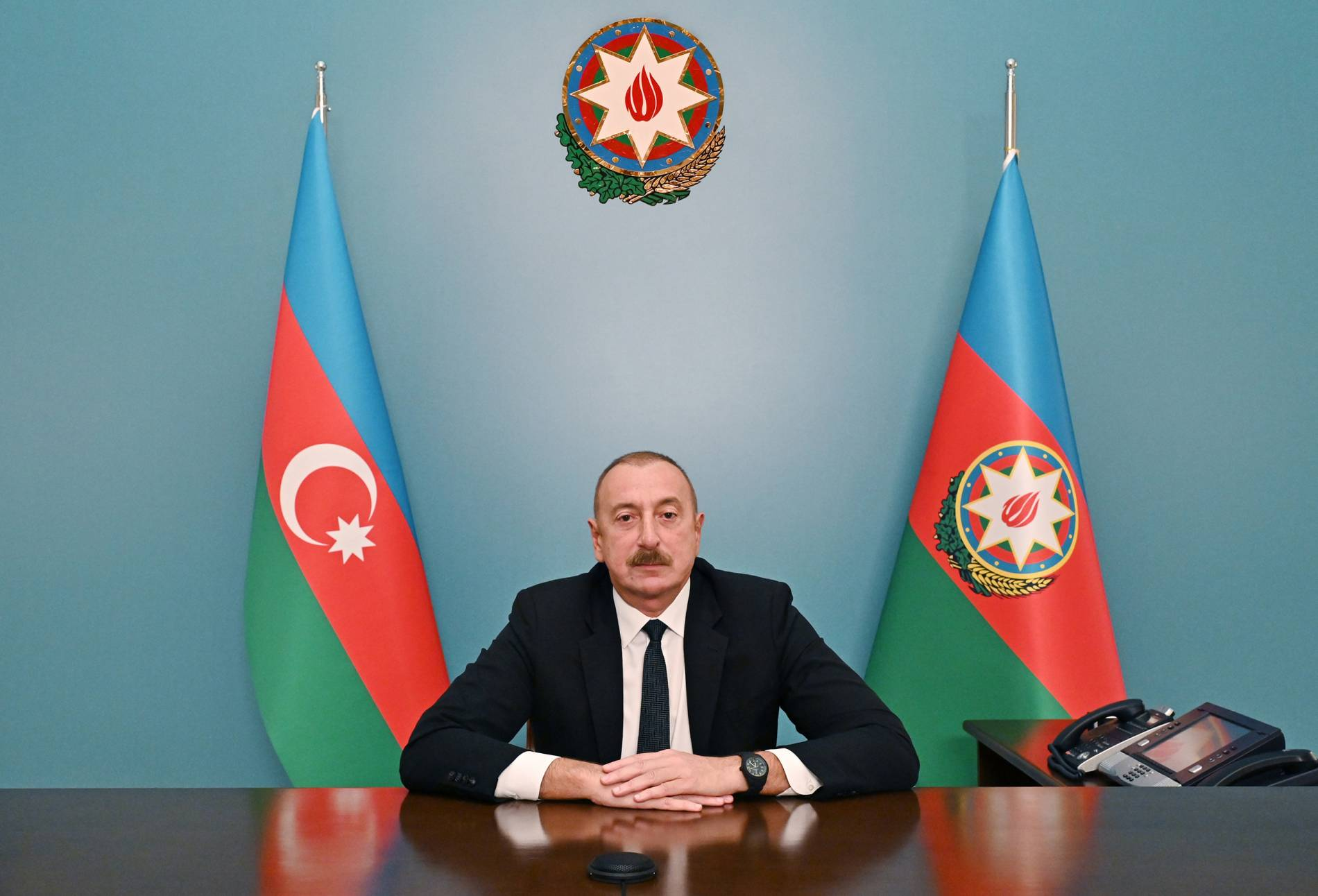
Ilham Alijev promlouvající k národu

Arménské zdroje tvrdí, že při ázerbájdžánském útoku byl zabit starosta města Martuni Aznavur Saghjan. Zprávy rovněž naznačovaly, že klášter Amaras se dostal pod ázerbájdžánskou kontrolu. Azg informoval, že ázerbájdžánské síly obsadily osady Čankatagh, Čapar, Čarektar, Getavan, Karmir Šuka, Chačmač, Machkalašen, Sarušen Šoš a Vaghuhas. Arménský deník Aravot dále uvedl, že Kašenský důl, jeden z největších zdrojů daňových příjmů arcašské vlády, se dostal pod ázerbájdžánskou kontrolu. Arcašský prezident Samvel Šachramanjan prohlásil, že „Náhorní Karabach bude muset podniknout příslušné kroky k zajištění fyzické bezpečnosti obyvatelstva“.
Arcašské úřady souhlasily s návrhem ruských mírových sil na zavedení příměří od 13:00 hodin 20. září. Podle podmínek dohody vláda Republiky Arcach souhlasila s odzbrojením a zahájením rozhovorů s vládou Ázerbájdžánu o reintegraci území. Mezi ázerbájdžánské požadavky patřil požadavek, aby Arcach a Arménie vydaly Ázerbájdžánu seznam osob k trestnímu stíhání a soudu, včetně bývalých a současných arcašských civilních a vojenských představitelů. Po vyhlášení příměří začaly z Arcachu prchat velké masy arménských civilistů, z nichž se mnozí shromažďovali na letišti ve Stěpanakertu. Arménská vláda uvedla, že se na přípravě dohody o příměří nepodílela, zatímco ázerbájdžánský prezidentský vyslanec Elčin Amirbekov řekl, že příměří pomohli zprostředkovat ruští mírotvorci.
Mluvčí ázerbájdžánského ministerstva obrany plukovník Anar Ejvazov oznámil, že během operace Ázerbájdžán obsadil 90 bojových pozic. Uvedl také, že ázerbájdžánské síly ukořistily jako trofeje sedm bojových vozidel, jeden tank, čtyři minomety a dvě bojová vozidla pěchoty arménských vojenských jednotek.
Ostřelování Stěpanakertu pokračovalo až do vyřazení elektrické sítě ve městě několik hodin poté, co mělo vstoupit v platnost příměří. Podle prohlášení ruského ministerstva obrany bylo několik příslušníků mírových sil zabito u vesnice Čankatagh v Tatarském okrese poté, co bylo napadeno jejich vozidlo, když se vraceli z pozorovacího stanoviště. Ázerbájdžánské ministerstvo obrany oznámilo, že „v důsledku ostřelování byli zabiti ruští vojáci ve vozidle“, a vyjádřilo Rusku soustrast a přislíbilo zahájit vyšetřování okolností úmrtí. Server News.am před ázerbájdžánským oznámením uvedl, že mírotvůrci byli zabiti ázerbájdžánským ostřelováním.[chybí lepší zdroj] Jedním ze zabitých ruských mírotvorců byl kapitán prvního stupně Ivan Kovgan, zástupce velitele ponorkových sil Severního loďstva Ruska. Ve spolupráci s Ázerbájdžánem ruské mírové síly zadržely podezřelé osoby a ázerbájdžánský velitel byl suspendován. Prezident Alijev se následně v telefonickém rozhovoru omluvil za útok ruskému prezidentovi Vladimiru Putinovi. Podle ázerbájdžánské generální prokuratury zahájila skupina vojáků ázerbájdžánské armády palbu na auto s ruskými mírovými silami, o nichž se kvůli obtížnému terénu a mlhavému a deštivému počasí mylně domnívala, že patří arménským silám, v důsledku čehož bylo zabito 5 mírových sil. Kromě toho bylo téhož dne na území téže osady arménskými silami ostřelováno nákladní vozidlo Kamaz patřící mírovým silám, v důsledku čehož byl 1 příslušník mírových sil zabit a 1 zraněn.
Arménie obvinila Ázerbájdžán ze střelby na své vojáky v pohraničním městě Sotk, což Ázerbájdžán popřel.
Davit Davtjan, starosta obce Mec Šen, oznámil, že obec je stále aktivní bojovou zónou a je obléhána ázerbájdžánskými silami. Informoval také, že vesnici Jegcáhogh srovnaly ázerbájdžánské síly se zemí dříve, než mohli být její obyvatelé evakuováni.
V televizním projevu toho večera prezident Alijev zopakoval, že „Karabach je Ázerbájdžán“, a dodal, že jeho „železná pěst“ poslala myšlenku Karabachu jako samostatného arménského státu do historie.

## Po konfliktu

### 21. září

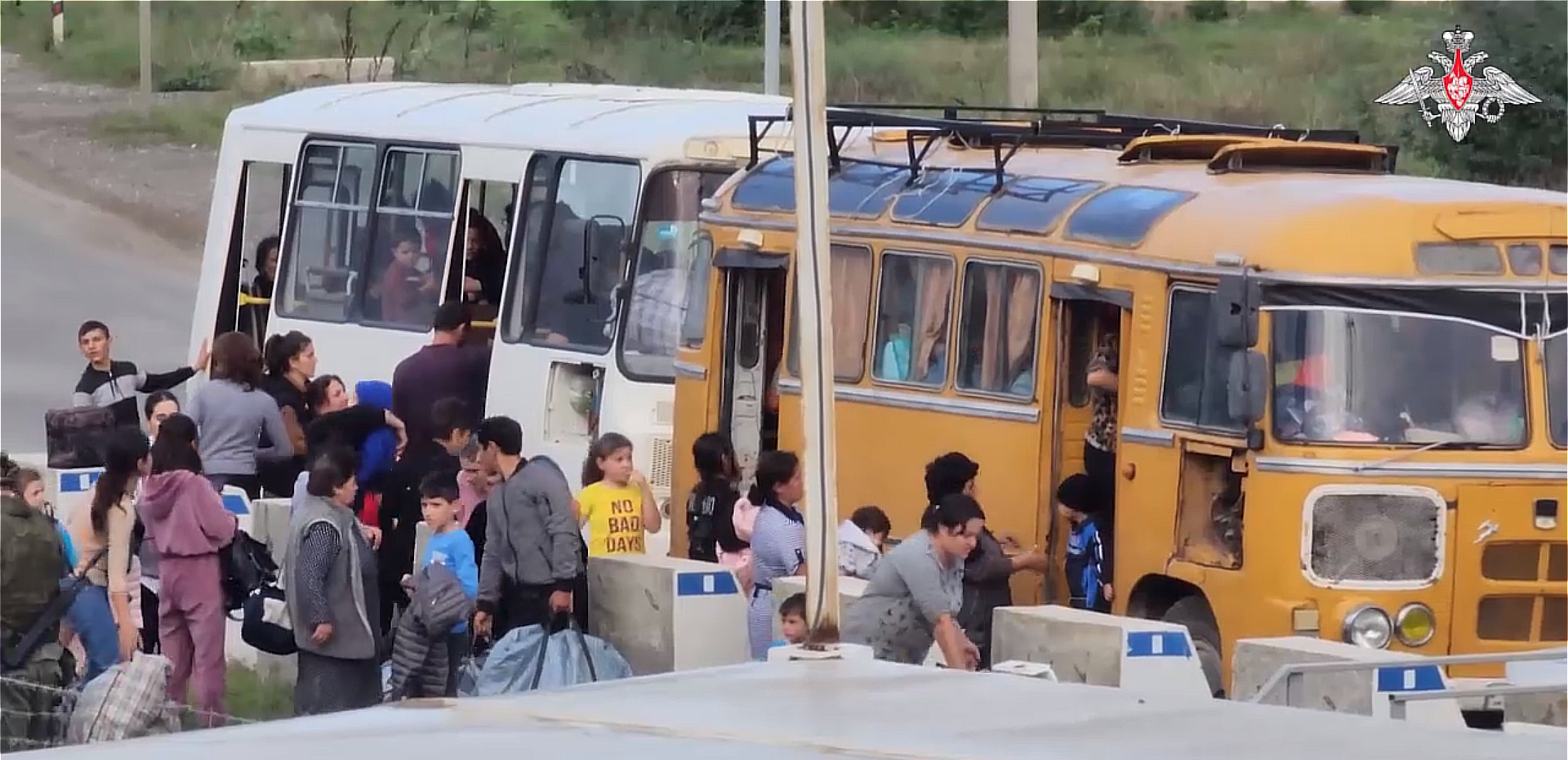
Etničtí Arméni z Náhorního Karabachu hledající úkryt kvůli útokům ázerbájdžánských ozbrojených sil

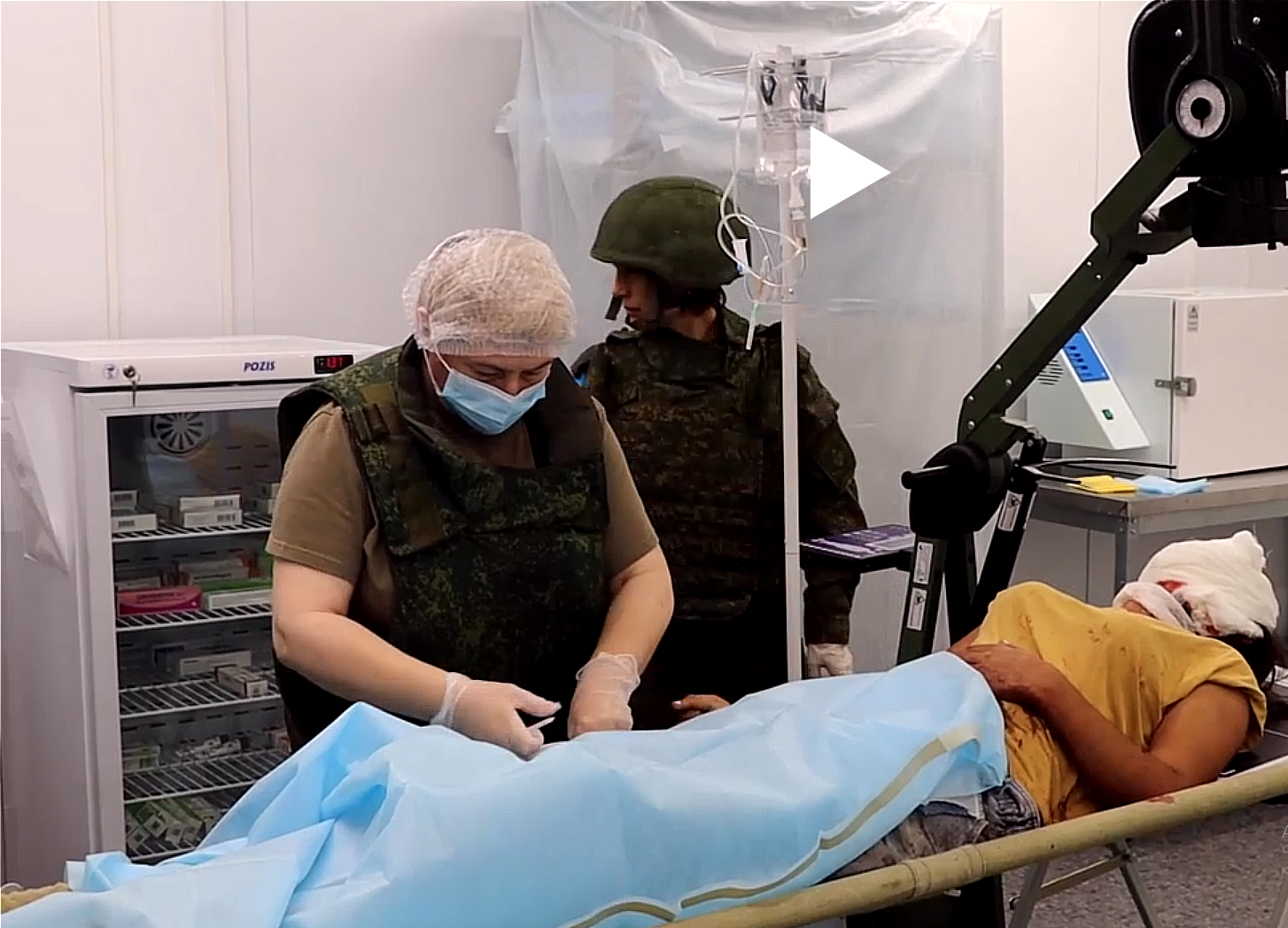
Zraněná etnická Arménka z Náhorního Karabachu dostávající lékařskou péči

V Jevlachu se uskutečnila jednání mezi zástupci karabašské arménské komunity a ázerbájdžánskou vládou, která se týkala bezpečnosti, práv a „otázek reintegrace“. Karabašskou arménskou delegaci tvořili Sergej Martirosjan a Davit Melkumjan a doprovázeli ji ruští mírotvůrci. Ázerbájdžánskou delegaci tvořili Ramin Mammadov, Bašír Bašír a Ilkin Sultanov. Přítomen byl také vedoucí rusko-tureckého společného monitorovacího centra Oleg Semjonov. Rozhovory, které trvaly dvě hodiny, skončily bez formální dohody, nicméně v prohlášení ázerbájdžánské vlády se uvádí, že byly „konstruktivní a pozitivní“ a že další jednání budou pokračovat v říjnu. Podle arcašské delegace jednání uvázla na mrtvém bodě kvůli „celé řadě otázek“, ale konkrétně když požadovali bezpečnostní záruky, že ázerbájdžánská vláda nebude etnické Armény nutit opustit oblast Náhorního Karabachu, obě strany se však dohodly na zastavení vojenských akcí. Ázerbájdžán souhlasil s tím, že do regionu pošle zásoby potravin a pohonných hmot.
Ministerstvo vnitra Náhorního Karabachu uvedlo, že ázerbájdžánská armáda po porušení dohody o příměří pokračuje v ostřelování Stěpanakertu „z různých typů ručních zbraní“. Rheinische Post uvedl, že od obyvatel Stěpanakertu obdržel informace o tom, že Ázerbájdžán porušil příměří a ve městě se střílí. Bylo oznámeno, že elektřina v Arcachu nemůže být dodávána, protože řada rozvoden, které napájejí elektrickou síť, je pod ázerbájdžánskou kontrolou, přičemž společnost CJSC „Artsakhenergo“ provádí ve Stěpanakertu obnovovací práce. Rusko zaznamenalo dva případy porušení příměří v okrese Šuša a tři další případy v okrese Mardakert.

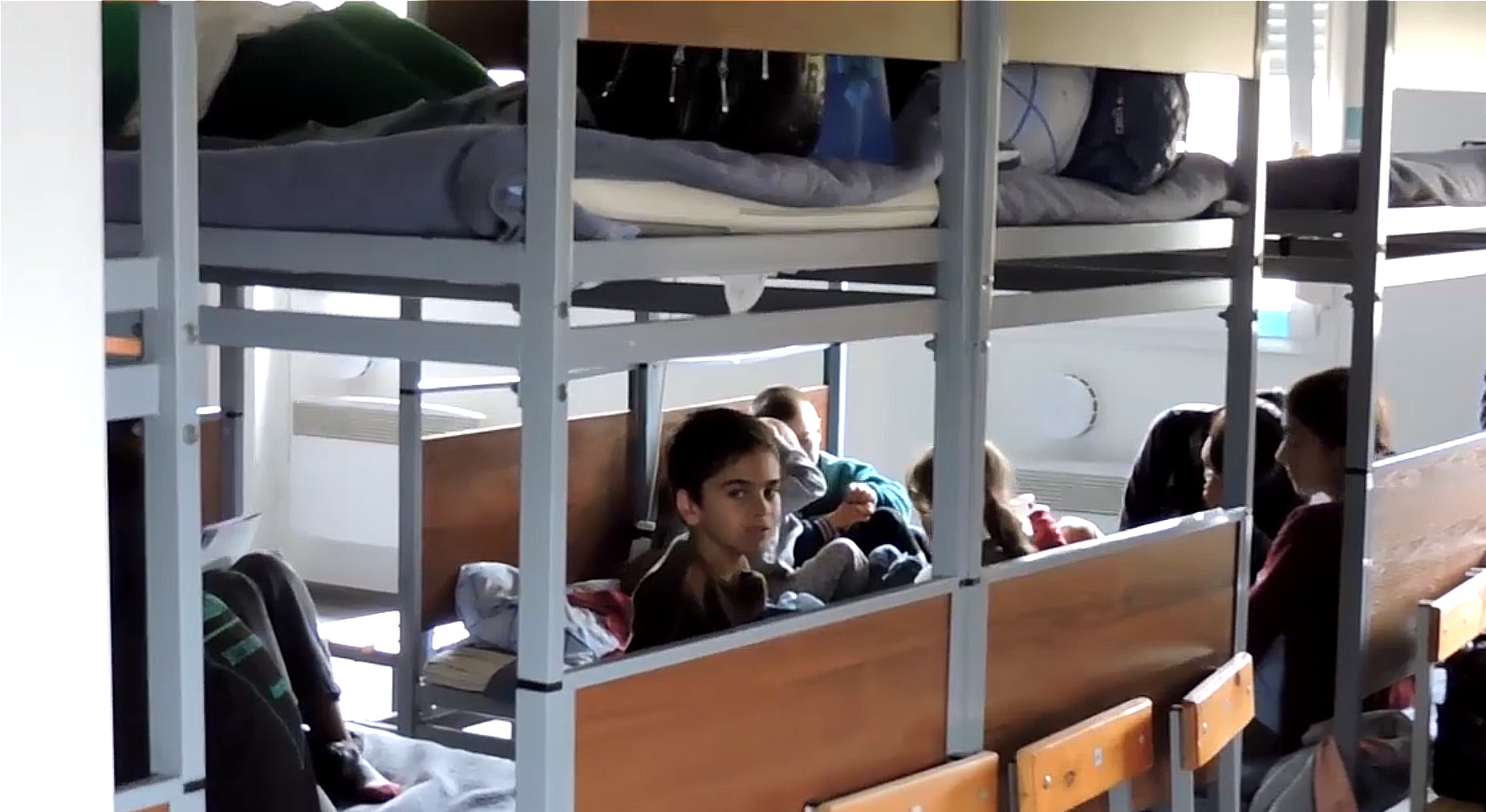
Arménské děti z Náhorního Karabachu ukrývající se na ruské vojenské základně v důsledku útoku ozbrojených sil Ázerbájdžánu

Na zasedání Rady bezpečnosti OSN navrhla Arménie, aby byla do Náhorního Karabachu vyslána mírová mise OSN, a vyzvala k vytvoření mezinárodního mechanismu pro dialog mezi Ázerbájdžánem a zástupci arménského etnika v regionu.

### 22. září
Hikmet Hadžijev, zahraničněpolitický poradce ázerbájdžánského prezidenta Ilhama Alijeva, prohlásil, že jeho vláda zajistí, aby civilisté mohli bezpečně cestovat vlastními vozidly po silnicích spojujících Náhorní Karabach s Arménií. Navrhl také, že bývalým bojovníkům, kteří budou souhlasit s odzbrojením, bude nabídnuta amnestie. Některé ozbrojené skupiny etnických Arménů přislíbily, že budou pokračovat v boji.
Mluvčí arcašské vlády Armine Hajrapetjan řekl agentuře Agence-France Presse, že ázerbájdžánské síly se rozmístily v okolí Stěpanakertu, což přimělo obyvatele, aby se ze strachu před zabíjením schovávali ve sklepích. Dodala také, že od ázerbájdžánské ofenzívy přišel Stěpanakert a další části Náhorního Karabachu o většinu základních služeb, jako je elektřina, plyn, potraviny, pohonné hmoty, internetové a telefonní spojení. Ázerbájdžán uvedl, že do Náhorního Karabachu poslal z Agdamu dva dvacetitunové kamiony s potravinami a hygienickými potřebami a také dva kamiony s chlebem.
I druhý den jednání skončil ve slepé uličce, a to navzdory nabídce amnestie arcašským velitelům a bojovníkům, neboť arcašská delegace uvedla, že otázky humanitární pomoci, bezpečnostních záruk a slibu ázerbájdžánské delegace, že Armény z Náhorního Karabachu nevyžene, zůstaly nevyřešeny. Podle arménského novináře Tatula Hakobjana se v Šuši uskutečnilo setkání mezi šéfem ázerbájdžánské Státní bezpečnostní služby Ali Naghijevem a arcašským prezidentem Samvelem Šachramanjanem.
Jednotky arcašských obranných sil začaly předávat své zbraně ruským mírovým silám, přičemž ruské ministerstvo obrany potvrdilo předání šesti obrněných vozidel, více než 800 kusů ručních zbraní a 5 000 kusů munice. Památník tanku, zrestaurovaný tank T-72 Gagika Avšarjana připomínající dobytí Šuši a umístěný na silnici do Šuši, byl údajně Ázerbájdžánem demontován. Kromě toho vyjela z Arménie do Náhorního Karabachu kolona 15 nákladních automobilů ruských mírových sil, které projížděly Lačinským koridorem. Podle ruského ministerstva obrany bylo do Náhorního Karabachu ruskými mírovými silami dopraveno více než 50 tun humanitární pomoci.

### 23. září
Poprvé od ázerbájdžánské ofenzívy byl na arménsko-ázerbájdžánské hranici spatřen konvoj s pomocí Červeného kříže, který směřoval do Náhorního Karabachu a který převážil na 70 tun pomoci. Červený kříž později evakuoval 17 osob, které byly zraněny během střetů. V samostatné dodávce poslalo Rusko do Stepanakertu 50 tun pomoci.
Podle bulletinu ruského ministerstva obrany z 23. září bylo v oblasti Mardakertu zaznamenáno jedno porušení příměří a v důsledku přestřelky byl zraněn jeden ázerbájdžánský voják.

### 24. září
Začala masová evakuace arménských civilistů z Náhorního Karabachu, kteří se obávají pronásledování a etnických čistek, pokud zůstanou. První skupina uprchlíků z Náhorního Karabachu dorazila do Arménie přes hraniční přechod v Kornidzoru. Do konce dne dorazilo do země podle arménské vlády 1050 uprchlíků. Arcašská vláda uvedla, že rodiny, které zůstaly bez domova v důsledku ázerbájdžánské vojenské ofenzívy a které projevily přání Arcach opustit, budou v doprovodu ruských mírových sil převezeny do Arménie. Bylo oznámeno, že 23 sanitek v doprovodu specialistů a Červeného kříže převáží z Arcachu do Arménie 23 těžce zraněných osob. Bylo také oznámeno, že v důsledku ázerbájdžánské ofenzívy bylo ze svých domovů vyhnáno více než 8 000 obyvatel.
Město Martakert se údajně dostalo pod kontrolu ázerbájdžánské armády.
Ázerbájdžánské ministerstvo obrany prohlásilo, že dva jeho vojáci byli zabiti poté, co jejich nákladní automobil najel na minu.

### 25. září
Podle arménské vlády přišlo z Náhorního Karabachu 6 500 uprchlíků. Divadlo ve městě Goris bylo přeměněno na základnu Červeného kříže pro ubytování uprchlíků.
Nejméně 20 lidí zahynulo a více než 290 osob bylo zraněno po výbuchu ve skladu pohonných hmot v Berkadzoru, 6 km od Stěpanakertu. Většina obětí stála ve frontě na palivo pro svá vozidla na cestě do Arménie. Oběti s různým stupněm popálenin byly ošetřeny v Republikovém zdravotnickém centru Arcachu, zařízeních organizace Arevikova společenství, zdravotnických zařízeních v Ivanjanu a na zdravotnické stanici ruských mírových sil. Kancelář prezidenta Ázerbájdžánu uvedla, že vyslala sanitku se zdravotnickým materiálem.
Druhé kolo jednání mezi zástupci Arménů z Náhorního Karabachu a Ázerbájdžánu proběhlo v Chodžaly, kde se podle Ázerbájdžánu jednalo o humanitárních otázkách. Obě strany se dohodly, že třetí schůzka se uskuteční za několik dní.
Turecký prezident Recep Tayyip Erdoğan odcestoval do ázerbájdžánské Nachičevanvské autonomní republiky, aby se setkal s prezidentem Alijevem. Arménii navštívila šéfka Agentury Spojených států amerických pro mezinárodní rozvoj Samantha Powerová a úřadující náměstkyně ministra zahraničí pro evropské a euroasijské záležitosti Juri Kim.

### 26. září
Arménská vláda uvedla, že z Náhorního Karabachu uprchlo nejméně 19 000 lidí.
Bylo oznámeno, že ázerbájdžánské síly převzaly kontrolu nad Martuni (Chodžavend).
V Bruselu se uskutečnilo setkání Armena Grigorjana, šéfa arménské bezpečnostní rady, s Hikmatem Hadžijevem, poradcem ázerbájdžánského prezidenta pro zahraniční politiku. Na schůzce EU zdůraznila potřebu přístupu humanitárních a lidskoprávních organizací do Náhorního Karabachu. Chtěla také získat více podrobností o plánech ázerbájdžánské vlády ohledně budoucnosti karabašských Arménů v Ázerbájdžánu. Ázerbájdžán nastínil své plány na zajištění humanitární pomoci a bezpečnosti místního obyvatelstva v regionu.
Státní tajemník Spojených států amerických Anthony Blinken telefonicky hovořil s prezidentem Alijevem a vyzval ho, aby se zdržel dalších nepřátelských akcí a umožnil mezinárodní pozorovatelské misi vstup do Náhorního Karabachu. Německá ministryně zahraničí Annalena Baerbocková rovněž naléhala, aby byli do regionu vpuštěni nezávislí pozorovatelé. Rusko trvalo na tom, že jakákoli mezinárodní pozorovatelská mise v regionu se může uskutečnit pouze se souhlasem ázerbájdžánské vlády.

### 27. září

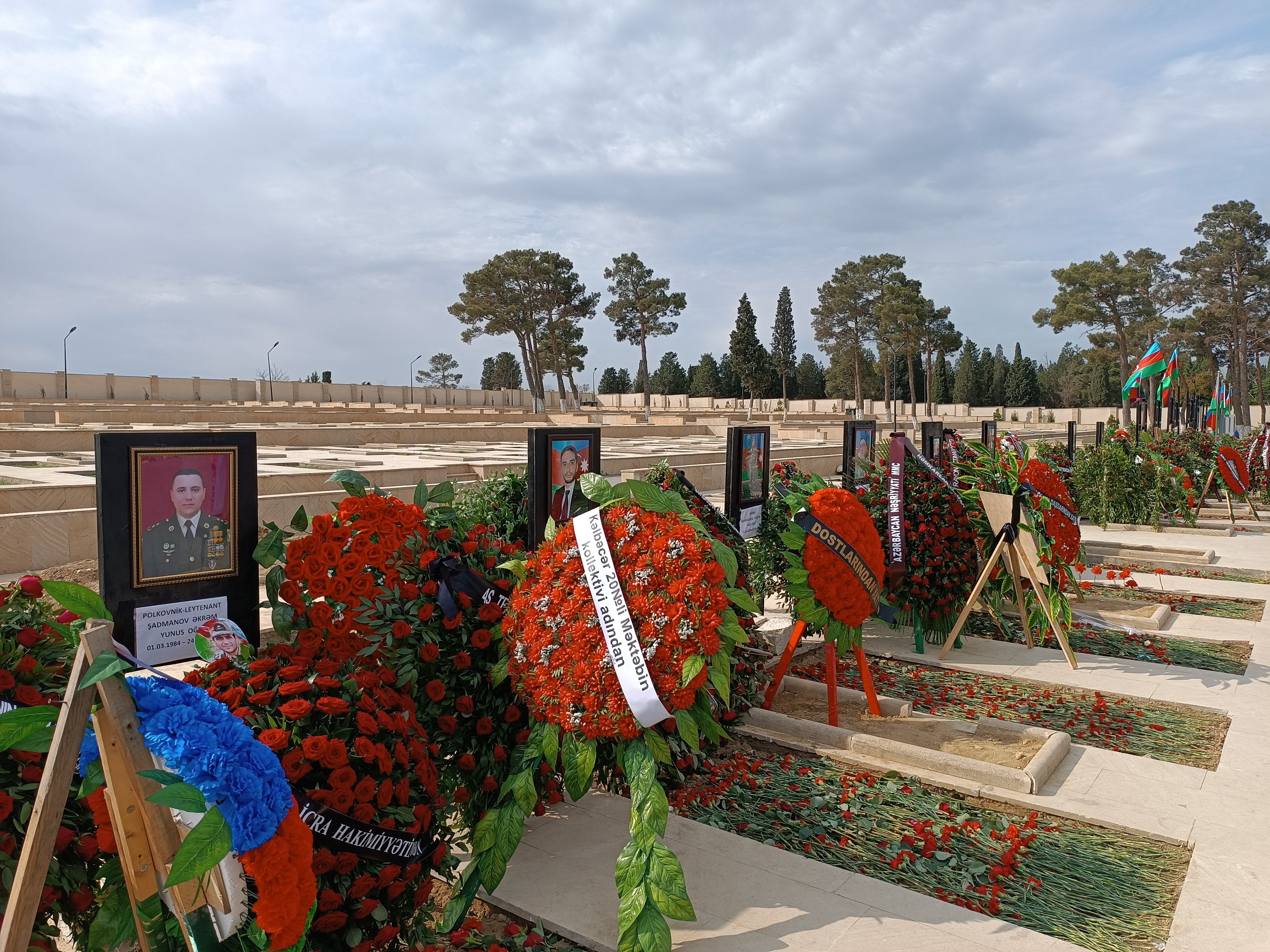
Hroby ázerbájdžánských vojáků zabitých během ofenzívy

Arménské úřady oznámily, že do Arménie odešlo více než 50 000 uprchlíků z Náhorního Karabachu, tedy téměř polovina obyvatel regionu, včetně 17 000 dětí. Ázerbájdžán uvedl, že během ofenzívy bylo zabito 192 jeho vojáků a 511 jich bylo zraněno. Rusko-arménský miliardář a bývalý státní ministr Arcachu Ruben Vardanjan byl zadržen ázerbájdžánskou státní pohraniční službou v Lačinském koridoru při pokusu o přechod do Arménie. Mluvčí ministerstva zahraničí Spojených států amerických Matthew Miller oznámil, že ázerbájdžánská vláda ujistila, že by uvítala mezinárodní monitorovací misi v regionu a že Spojené státy americké a jejich spojenci budou v nejbližších dnech jednat o složení a mandátu takové mise.

### 28. září
Arménie oznámila, že z Náhorního Karabachu uprchlo více než 65 000 uprchlíků, což je více než polovina jeho obyvatel. Arcašský prezident Samvel Šachramanjan podepsal dekret, podle kterého budou všechny státní instituce k 1. lednu 2024 zrušeny, čímž existence separatistické republiky skončí. Jeho poradce a bývalý ministr zahraničí David Babajan se v Šuši vzdal ázerbájdžánským úřadům. USAID vyslala do regionu tým pro pomoc při katastrofách, aby pomohl koordinovat humanitární reakci USA.

### 29. září
Ázerbájdžánská média 29. září informovala, že se v Jevlachu uskutečnilo třetí setkání zástupců karabašské arménské komunity s představiteli ázerbájdžánské vlády. Ve Stěpanakertu byla spatřena ázerbájdžánská policejní vozidla a úředníci vyvěsili ázerbájdžánskou vlajku na městský památník My jsme naše hory.
Ázerbájdžán 29. září oznámil, že „v nejbližších dnech“ umožní návštěvu pozorovatelů OSN v regionu. OSN později potvrdila, že poprvé po 30 letech vyšle do Náhorního Karabachu misi, která bude řešit humanitární potřeby. Téhož dne Arménie oficiálně požádala Mezinárodní soudní dvůr, aby nařídil Ázerbájdžánu stáhnout své vojáky z civilních oblastí Náhorního Karabachu a zajistit tak bezpečný přístup pracovníků OSN.

### 30. září
Dne 30. září Ázerbájdžán prohlásil, že jeden z ázerbájdžánských vojáků byl zabit odstřelovačem arménské armády ve vesnici Ašagi Ajrim, což Arménie okamžitě popřela.

### 1. října
Ázerbájdžánský generální prokurátor Kamran Alijev vydal 1. října zatykač na bývalého arcachského prezidenta Arajika Harutjunjana a vojenského velitele Džalala Harutjunjana kvůli jejich roli v raketových útocích na Gandžu v roce 2020 během druhé války v Náhorním Karabachu a dodal, že 300 dalších separatistických představitelů je vyšetřováno pro údajné válečné zločiny.
Delegace OSN navštívila oblast 1. října, aby posoudila okamžité humanitární potřeby. Delegaci vedla stálá koordinátorka OSN v Ázerbájdžánu Vladanka Andreeva a jejími členy byli také Ramesh Rajasingam z Úřadu OSN pro koordinaci humanitárních záležitostí a zástupci Světové zdravotnické organizace, Organizace pro výživu a zemědělství, Agentury OSN pro uprchlíky a UNICEF. Delegace následující den zveřejnila zprávu o svých zjištěních a naplánovala pravidelné opakované návštěvy.

### 2. října
Arménská vláda uvedla, že počet uprchlíků z Náhorního Karabachu dosáhl 2. října 100 514, což odpovídá více než 80 % obyvatelstva regionu. Za týden od začátku exodu bylo zaznamenáno celkem 21 043 vozidel, která přejela přes most Hakari a směřovala do Arménie. Poslední plánovaný evakuační autobus z Náhorního Karabachu odjel 2. října a vezl 15 uprchlíků.
Arménie 2. října obvinila ázerbájdžánské síly, že zahájily palbu na vozidlo dopravující potraviny na vojenské stanoviště v okolí vesnice Kut, což si vyžádalo blíže nespecifikovaný počet obětí.

### 3. října
Arménská vláda uvedla, že počet uprchlíků z Náhorního Karabachu dosáhl 3. října 100 617, což je téměř celá současná populace Náhorního Karabachu. Státní bezpečnostní služba Ázerbájdžánu zadržela bývalé prezidenty Arkadije Gukasjana, Bako Sahakjana a Arajika Harutjunjana a také předsedu Národního shromáždění Davita Išchanjana. Téhož dne ázerbájdžánští představitelé znovu vydali mapu Stěpanakertu z roku 2021, na níž byla jedna z ulic přejmenována po Enveru Pašovi, jednom z hlavních pachatelů arménské genocidy.

### 5. října
Arménie a Ázerbájdžán se 5. října vzájemně obvinily z ostřelování vojenských cílů na území druhé strany.

### 9. října
9. října se Delegace OSN vrátila do regionu.

## Reakce

### Arménie
Arménský premiér Nikol Pašinjan prohlásil, že arménské ozbrojené síly se do bojů nezapojily a že jejich jednotky nejsou umístěny v Náhorním Karabachu. Zopakoval také, že situace na arménsko-ázerbájdžánské hranici je stabilní, a uvedl, že Ázerbájdžán se snaží o etnické vyčištění regionu. Pašinjan rovněž uvedl, že motivací Ázerbájdžánu k útoku bylo zatáhnout Arménii do vojenské konfrontace. Po uzavření příměří 20. září Pašinjan uvedl, že se země připravuje na příliv 40 000 rodin z Náhorního Karabachu.
Arménské ministerstvo obrany obvinilo ázerbájdžánské představitele z šíření dezinformací a uvedlo, že v Náhorním Karabachu není přítomna žádná arménská vojenská technika ani personál. Arménské ministerstvo zahraničí obvinilo Ázerbájdžán z rozpoutání „rozsáhlé agrese“ proti Karabachu a z pokusu o „etnické čistky“ v regionu. Arménie vyzvala Radu bezpečnosti OSN a Rusko, aby přijaly opatření k ukončení vojenské operace, zatímco Pašinjan svolal mimořádné zasedání Rady národní bezpečnosti země. Tajemník rady Armen Grigorjan obvinil ruské mírové síly, že nechrání Náhorní Karabach, což zopakoval i Pašinjan.
Po oznámení příměří vypukly v hlavním městě Jerevanu protesty proti hrozící ztrátě Náhorního Karabachu. Prozápadní Národní demokratická aliance obviňovala z této situace Rusko, které nezasáhlo, zatímco členové proruské politické opozice vinili Pašinjana z porážky a obviňovali ho ze zrady obyvatel Náhorního Karabachu „ve prospěch zájmů Západu“.
Arménské Národní shromáždění 3. října hlasovalo 60-22 pro ratifikaci Římského statutu, který by Arménii umožnil připojit se k Mezinárodnímu trestnímu soudu. Ačkoli vláda tvrdila, že tento krok má Arménii vytvořit další záruky v reakci na ázerbájdžánskou agresi, byl také vnímán jako projev zhoršení vztahů s Ruskem, jehož prezident Vladimir Putin je soudem hledán kvůli obvinění z válečných zločinů při invazi na Ukrajinu.

#### Arméni v zahraničí
V Los Angeles členové arménské komunity 19. září na několik hodin zablokovali hlavní dálniční tah, aby upozornili na situaci v Náhorním Karabachu, a způsobili tak velké dopravní zácpy. Herečka Kim Kardashianová, která je arménského původu, na sociálních sítích vyzvala amerického prezidenta Joea Bidena, aby „zastavil další arménskou genocidu”.
V Libanonu byly 28. září během protestu libanonských Arménů na ázerbájdžánské velvyslanectví na předměstí Bejrútu házeny petardy, což přimělo pořádkovou policii k jejich rozehnání slzným plynem.

### Rusko
Mluvčí ruského ministerstva zahraničí Marija Zacharovová uvedla, že Rusko je „hluboce znepokojeno prudkou eskalací“. Předseda Rady bezpečnosti Ruska Dmitrij Medveděv prohlásil, že Rusko nebude bránit Arménii před ázerbájdžánskou ofenzivou, a zároveň ostře kritizoval arménského premiéra Nikolu Pašinjana. To se děje navzdory tomu, že Rusko i Arménie jsou členy paktu o vzájemné obraně Organizace smlouvy o kolektivní bezpečnosti a Rusko v Arménii a Náhorním Karabachu umístilo několik tisíc vojáků jako mírové jednotky.
Prezidentův mluvčí Dmitrij Peskov odmítl obvinění ze strany Arménie, že mírové jednotky země nedokázaly ochránit Náhorní Karabach před ázerbájdžánským útokem, a označil je za „nepodložené“. Týden před boji prezident Vladimir Putin prohlásil, že země nemůže nic dělat, pokud Arménie již uznala Náhorní Karabach jako součást Ázerbájdžánu, čímž narážel na Pašinjanovy květnové výroky, které zřejmě uznávaly ázerbájdžánskou svrchovanost nad Náhorním Karabachem výměnou za bezpečnostní záruky vůči arménskému obyvatelstvu.
Nezávislé ruské médium Meduza uvedlo, že získalo z Kremlu pokyn, který byl 19. září rozeslán státním sdělovacím prostředkům a v němž se doporučuje obviňovat z eskalace konfliktu v Náhorním Karabachu spíše Arménii a Západ než Ázerbájdžán.

### Turecko
Ministr zahraničních věcí Hakan Fidan nabídl Ázerbájdžánu diplomatickou podporu a prohlásil, že jejich vojenská operace byla „oprávněná“ a že „Ázerbájdžán přijal opatření, která považuje za nezbytná na svém vlastním svrchovaném území“. Turecký prezident Recep Tayyip Erdoğan ve svém projevu na Valném shromáždění OSN prohlásil: „Jak nyní všichni uznávají, Karabach je ázerbájdžánské území. Vnucování jiného statusu [tomuto regionu] nebude nikdy akceptováno“ a že „[Turecko] podporuje kroky, které Ázerbájdžán – s nímž jednáme společně podle hesla jeden národ, dva státy – podniká na obranu své územní celistvosti“.

### Ostatní země

Mapa mezinárodních reakcí na ofenzívu:
Ázerbájdžán
Arcach a Arménie
Země, které odsoudily Ázerbájdžán
Země, které zachovaly neutrální postoj nebo vyzvaly k míru
Země, které podpořily Ázerbájdžán
Neznámý postoj

- Abcházie: Ministr zahraničí Republiky Abcházie Inal Ardzinba na tiskové konferenci uvedl, že ačkoliv „situace v Náhorním Karabachu přímo nesouvisí s Abcházií, přispívá k růstu napětí v regionu. Mezinárodní systém je v bodě zlomu a my musíme velmi adekvátně reagovat na to, co se děje, a pracovat v souladu s měnící se situací.“ Velmi pozorně sleduje dění v Arcachu a vnímá to s bolestí. Ředitel Bezpečnostní rady Sergej Šamba připomněl možné gruzínské nálady a chuť na pomstu v souvislosti s nedávným tvrzením gruzínských vládních činitelů o odhalení plánů tamní opozice převzít násilím moc a otevřít druhou frontu (proti Rusku). Situace si dle Šamby žádá zvláštní ostražitost.[164]
- Argentina: Prezident Alberto Fernández odsoudil Ázerbájdžán za blokádu Lačínského koridoru a vyzval mezinárodní společenství, aby „jednalo preventivně" a zabránilo "novým perzekucím“.[165][166]
- Brazílie: Ministerstvo zahraničních věcí Brazílie uvedlo, že Brazílie sleduje vojenskou operaci s „velkým znepokojením“, a vyzvalo k mírovému dialogu mezi oběma stranami za zprostředkování Evropské unie, Spojených států a Ruska.[167] Velvyslanec OSN Sérgio França Danese vojenskou operaci odsoudil a zdůraznil, že „ohrozí křehkou stabilitu dosaženou po příměří v roce 2020“.[168]
- Kanada: Ministryně zahraničních věcí Mélanie Jolyová vyjádřila vážné znepokojení nad vojenským zásahem Ázerbájdžánu, vyzvala k okamžitému zastavení nepřátelských akcí a požádala ázerbájdžánskou vládu, aby se zdržela jakýchkoli akcí a činností, které představují riziko pro bezpečnost a blaho civilního obyvatelstva Náhorního Karabachu, a označila vojenskou akci za „neospravedlnitelnou“ a blokádu Lačinského koridoru za „nezákonnou“.[169][170] Poslanec Garnett Genuis prohlásil, že Ázerbájdžán „zahajuje agresivní válku podle vlastního výběru, nazývá ji ‚vojenskou operací‘ a bere si přitom příklad z ruské příručky“.[171]
- Čína: Zástupce stálého zástupce v OSN Keng Šuang během mimořádného zasedání Rady bezpečnosti OSN o Náhorním Karabachu řekl, že Čína „pečlivě sleduje situaci“, a dodal, že doufá, že příměří zprostředkované Ruskem bude dodržováno oběma stranami a povede k ukončení konfliktu. Vyjádřil rovněž politování nad 5 ruskými mírovými silami, které byly zabity během vojenské operace.[172][173]
- Francie: Francouzské ministerstvo zahraničí vojenskou operaci důrazně odsoudilo a vyzvalo Ázerbájdžán, aby „okamžitě ukončil útok a vrátil se k dodržování mezinárodního práva“, a požádalo o svolání mimořádného zasedání Rady bezpečnosti OSN. Uvedlo, že Francie „úzce spolupracuje se svými evropskými a americkými partnery“ na účinné reakci na útok, který označilo za „nepřijatelný“.[174] Ministryně zahraničních věcí Catherine Colonnaová uvedla, že bude činit Ázerbájdžán „odpovědným za osud Arménů z Náhorního Karabachu“.[24]
- Německo: Ministryně zahraničí Annalena Baerbocková obvinila Ázerbájdžán z porušení slibu, že se neuchýlí k vojenským akcím v Náhorním Karabachu, a vyzvala jej, aby toho nechal a vrátil se k jednání.[175]
- Írán: Írán nabídl zprostředkování konfliktu mezi Ázerbájdžánem a Arménií den před zahájením vojenské operace. Mluvčí íránského ministerstva zahraničí Násir Kanání vyzval obě strany, aby dodržovaly dohodu o příměří z roku 2020.[175]
- Irsko: Irské ministerstvo zahraničí odsoudilo vojenskou operaci Ázerbájdžánu a vyzvalo k dodržování příměří v Náhorním Karabachu a k okamžitému zahájení skutečného a komplexního dialogu.[176]
- Izrael: Země dodala Ázerbájdžánu například rakety a drony, hlavním důvodem je dané spojenectví obou zemí vůči Íránu, rovněž je Ázerbájdžán významný dodavatel ropy do Izraele.[177][178]
- Kazachstán: Kazašský velvyslanec v Ázerbájdžánu sdělil: „Vítáme iniciativu ázerbájdžánské strany uspořádat setkání se zástupci arménského obyvatelstva Karabachu. Vyjadřujeme naději na urychlené řešení současné situace prostřednictvím mírového dialogu v rámci mezinárodně uznaných hranic Ázerbájdžánské republiky. Jsme přesvědčeni, že nastolení atmosféry míru a vzájemně výhodné spolupráce na jižním Kavkaze, odblokování všech komunikací odpovídá zájmům všech zemí v regionu.“[179]
- Malta: Ministr zahraničních věcí, evropských záležitostí a obchodu Ian Borg vyjádřil podporu svrchovanosti a územní celistvosti Arménie i Ázerbájdžánu a zároveň vyzval k zastavení všech nepřátelských akcí a k tomu, aby se obě strany zavázaly k dialogu a jednání.[168]
- Japonsko: Ministryně zahraničních věcí Japonska Jóko Kamikawaová vyjádřila vážné znepokojení nad zhoršující se situací v Náhorním Karabachu, vyzvala k okamžitému zastavení nepřátelských akcí a požádala Ázerbájdžán, aby ukončila současné vojenské aktivity.[180][181]
- Švýcarsko: Švýcarsko: Stálá zástupkyně v OSN Pascale Baeriswylová uvedla, že vojenská operace představuje „další zátěž pro již tak trpící civilní obyvatelstvo v oblasti Náhorního Karabachu“. Po uzavření příměří vyzvala k trvalému zastavení bojů na místě. Vyzvala obě strany, aby dodržovaly dohodu o příměří z roku 2020 a rozhodnutí Mezinárodního soudního dvora.[168]
- Spojené arabské emiráty: Státní ministr Ahmed bin Alí Al Sajích uvítal příměří zprostředkované Ruskem a zdůraznil, že všechny zúčastněné strany „se musí zavázat k ochraně civilistů a zajištění jejich bezpečnosti a ochrany“. Ocenil rovněž úlohu, kterou sehrály ruské mírové jednotky při poskytování bezpečného útočiště civilistům v průběhu vojenské operace, a vyjádřil politování nad zabitými civilisty a příslušníky mírových sil.[168]
- Spojené království: V prohlášení pro Organizaci pro bezpečnost a spolupráci v Evropě (OBSE) Spojené království uvedlo, že vojenská ofenzíva Ázerbájdžánu je „nepřijatelná“, a vyzvalo Ázerbájdžán k návratu k dialogu a uvítalo vyhlášení příměří.[182]
- Spojené státy americké: Státní tajemník Antony Blinken se setkal s tureckými diplomaty na téma krize.[174] Mezitím senátní výbor pro zahraniční vztahy vyzval USA a mezinárodní společenství, aby jednaly s cílem zastavit Ázerbájdžán, zatímco reprezentant Brad Sherman prohlásil, že obnovené boje jasně ukazují, že „Ázerbájdžán nemůže obdržet vojenskou pomoc USA, dokud neukončí krizi, kterou sám vyvolal.“[183] Americká armáda uvedla, že probíhající společné vojenské cvičení s Arménií s krycím názvem Eagle Partner 2023 nebylo konfliktem ovlivněno a desetidenní cvičení skončilo podle plánu 20. září.[184]
- Uzbekistán: První místopředseda Senátu Uzbekistánu Sodikh Safoev vyjádřil podporu Ázerbájdžánu a jeho vojenské operaci a pochválil Ázerbájdžán za „obnovení územní celistvosti a spravedlnosti v Náhorním Karabachu“.[185]
- Vatikán: Papež František vyzval obě strany, aby ukončily nepřátelské akce a hledaly mírové řešení krize.[186]

### Mezinárodní organizace
- Evropská unie: Předseda Evropské rady Charles Michel odsoudil nepřátelství Ázerbájdžánu a prostřednictvím příspěvku na sociálních sítích vyzval zemi, aby okamžitě zastavila své vojenské aktivity a vrátila se k dialogu.[20] Josep Borrell, vysoký představitel Evropské unie pro zahraniční věci a bezpečnostní politiku, vydal 21. září 2023 prohlášení, v němž odsoudil vojenskou operaci Ázerbájdžánu proti arménskému obyvatelstvu Náhorního Karabachu a vyjádřil politování nad oběťmi a ztrátami na životech způsobenými touto eskalací.[187]
- Organizace turkických států: Generální tajemník Kubanyčbek Ömüraliev vyjádřil „vážné znepokojení nad arménskými provokacemi proti svrchovanosti a územní celistvosti Ázerbájdžánu“ a odsoudil „nedávné teroristické činy spáchané proti Ázerbájdžánu“. Vyjádřil se rovněž, že „protiteroristická opatření, která Ázerbájdžán provádí, zajistí opětovné začlenění arménských obyvatel do ústavního systému Ázerbájdžánské republiky“.[188]
- Organizace spojených národů: Mluvčí OSN Stéphane Dujarric pro Al-Džazíru uvedl, že situace v Náhorním Karabachu je „velmi znepokojující“. Vyzval obě strany, aby zastavily nepřátelské akce a vrátily se k „trvalému dialogu“.[20]